# Epidromos-Maler

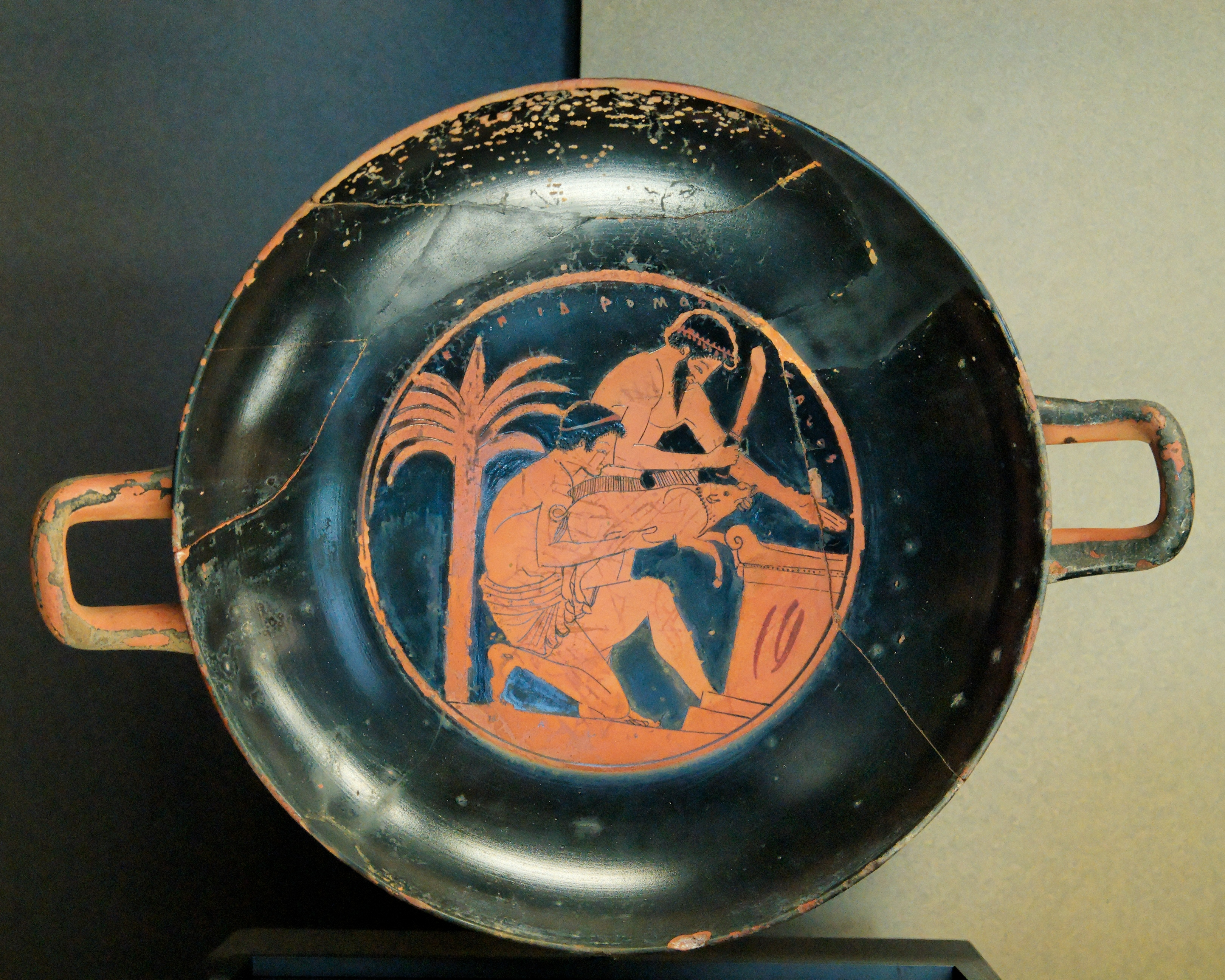
Opferung eines jungen Ebers am Altar, Beischrift: ΕΠΙΔΡΟΜΟΣ ΚΑΛΟΣ, Epidromos kalos, Epidromos ist schön; Louvre

Der Epidromos-Maler war ein griechischer Vasenmaler, der gegen Ende des 6. Jahrhunderts v. Chr. in Athen tätig war.
Der Epidromos-Maler gehörte zu den relativ frühen rotfigurigen Schalenmalern. Seine Schaffenszeit wird etwa in das letzte Jahrzehnt des 6. Jahrhunderts v. Chr. angesetzt. Er gilt als zweitrangiger Vasenmaler. Sein Name ist nicht überliefert, weshalb ihn John D. Beazley, der seine künstlerische Handschrift innerhalb des großen überlieferten Korpus antiker bemalter Keramik erkannt und definiert hat, mit einem Notnamen unterscheidbar gemacht hat. Diesen erhielt er nach seiner Vorliebe für den mehrfach auf seinen Vasen verwendeten Lieblingsnamen Epidromos. Seine Figuren haben recht charakteristische Merkmale. Insbesondere die Gesichter sind recht auffallend, etwa die kleinen, tief sitzenden Augen und die langen Nasenlinien. Zudem haben einige seiner männlichen Figuren auffällige Bärte.
Dyfri Williams hält eine Identifizierung mit Apollodoros, dessen Werke leicht später anzusetzen sind, der aber ähnliche Charakteristika bei seinen Figuren aufweist, für geboten. Es wäre dann das Frühwerk des Apollodoros. Auch John Boardman hält diese Identifizierung für zumindest möglich. Ebenso plädieren die Kuratoren des J. Paul Getty Museums für eine Identität der beiden Malerpersönlichkeiten aufgrund einer Schale in ihrer Sammlung, die die künstlerische Handschrift des Apollodors trägt, zugleich aber auch die Lieblingsinschrift Epidromos. Wenn diese Identifizierung nicht zutrifft, bleibt dennoch eine starke Ähnlichkeit mit den Werken des Apollodoros sowie mit denen des Elpinikos-Malers und des Kleomelos-Malers, die Williams ebenfalls mit Apollodoros identifizieren möchte.